# Canadian Mixed Curling Championship
Canadian Mixed Curling Championship – coroczne mistrzostwa Kanady drużyn mieszanych w curlingu, organizowane przez Kanadyjski Związek Curlingu. Z powodu braku mistrzostw świata w tej kategorii, są najważniejszymi zawodami dla drużyn mikstowych na świecie. Od 2005 roku organizowane są jednak również Mistrzostwa Europy.
W zawodach mikstów drużyna musi składać się z dwóch kobiet i dwóch mężczyzn, przy czym zawodnicy tej samej płci nie mogą grać na kolejnych pozycjach. Płeć nie jest żadnym ograniczeniem przy wyborze skipa i wiceskipa. Mecz składa się z 10 endów i ewentualnych dogrywek. Pozostałe zasady są takie same jak w tradycyjnym curlingu. Zazwyczaj kapitanem drużyny zostaje mężczyzna. Jedyną kobietą, która wygrała Mistrzostwa Kanady Mikstów jako skip była Shannon Kleibrink (w 2004).
Od 2008 roku (mistrzostwa rozegrano w listopadzie 2007) do 2012 dwóch członków zwycięskiej drużyny reprezentowało Kanadę na mistrzostwach świata par mieszanych. Od 2013 roku w tej konkurencji odbywają się oddzielnie mistrzostwa – Canadian Mixed Doubles Curling Championship.

## Zwycięzcy
| Rok  | Zwycięska prowincja lub terytorium | Skład drużyny                                                           |
| ---- | ---------------------------------- | ----------------------------------------------------------------------- |
| 1964 | Manitoba                           | Ernie Boushy, Ina Light, Garry DeBlonde, Bea McKenzie                   |
| 1965 | Alberta                            | Lee Green, Kay Berreth, Shirley Salt, Vi Salt                           |
| 1966 | Manitoba                           | Ernie Boushy, Ina Light, Garry DeBlonde, Betty Hird                     |
| 1967 | Saskatchewan                       | Larry McGrath, Darlene Hill, Peter Gunn, Marlene Dorsett                |
| 1968 | Saskatchewan                       | Larry McGrath, Darlene Hill, Peter Gunn, Marlene Dorsett                |
| 1969 | Alberta                            | Don Anderson, Bernie Hunter, Bill Tarnish, Connie Reeve                 |
| 1970 | Alberta                            | Bill Mitchell, Hadie Manley, Bill Tarnish, Connie Reeve                 |
| 1971 | Saskatchewan                       | Larry McGrath, Darlene Hill, John Gunn, Audrey St. John                 |
| 1972 | Kolumbia Brytyjska                 | Trev Fisher, Gail Wren, Bryan Bettesworth, Louise Fisher                |
| 1973 | Manitoba                           | Barry Fry, Peggy Casselman, Stephen Decter, Susan Lynch                 |
| 1974 | Saskatchewan                       | Rick Folk, Cheryl Stirton, Tom Wilson, Bonnie Orchard                   |
| 1975 | Alberta                            | Les Rowland, Aurdrey Rowland, Dan Schmaltz, Betty Schmaltz              |
| 1976 | Kolumbia Brytyjska                 | Tony Eberts, Elizabeth Short, Clark Glanville, Eleanor Short            |
| 1977 | Manitoba                           | Harold Tanasichuk, Rose Tanasichuk, Jim Kirkness, Debbie Orr            |
| 1978 | Saskatchewan                       | Bernie Yuzdepski, Marnie McNiven, Roy Uchman, Joan Bjerke               |
| 1979 | Northern Ontario                   | Roy Lund, Nancy Lund, Ron Apland, Marsha Kerr                           |
| 1980 | Manitoba                           | Jim Dunstone, Carol Dunstone, Del Stitt, Elaine Jones                   |
| 1981 | Northern Ontario                   | Rick Lang, Anne Provo, Bert Provo, Lorraine Edwards                     |
| 1982 | Kolumbia Brytyjska                 | Glen Pierce, Marlene Neubauer, Fuji Miki, Sharon Bradley                |
| 1983 | Saskatchewan                       | Rick Folk, Dorenda Schoenhals, Tom Wilson, Elizabeth Folk               |
| 1984 | Saskatchewan                       | Randy Woytowich, Kathy Fahlman, Brian McCusker, Jan Betker              |
| 1985 | Kolumbia Brytyjska                 | Steve Skillings, Pat Sanders, Al Carlson, Louise Herlinveaux            |
| 1986 | Ontario                            | Dave Van Dine, Dawn Ventura, Hugh Millikin, Cindy Wiggins               |
| 1987 | Wyspa Księcia Edwarda              | Peter Gallant, Kathy Gallant, Phil Gorveatt, Simone MacKenzie           |
| 1988 | Manitoba                           | Jeff Stoughton, Karen Fallis, Rob Meakin, Lynn Morrow                   |
| 1989 | Wyspa Księcia Edwarda              | Robert Campbell, Angela Roberts, Mark O’Rourke, Kathy O’Rourke          |
| 1990 | Alberta                            | Marvin Wirth, Glenna Rubin, Millard Evans, Robin Pettit                 |
| 1991 | Manitoba                           | Jeff Stoughton, Karen Fallis, Scott Morrow, Lynn Morrow                 |
| 1992 | Alberta                            | Kurt Balderston, Marcy Balderston, Rod Kramer, Joanne Morrison          |
| 1993 | Nowa Szkocja                       | Scott Saunders, Colleen Jones, Tom Fetterly, Helen Radford              |
| 1994 | Nowy Brunszwik                     | Grant Odishaw, Heather Smith, Rick Perron, Krista Smith                 |
| 1995 | Nowa Szkocja                       | Steve Ogden, Mary Mattatall, Jeff Hopkins, Heather Hopkins              |
| 1996 | Saskatchewan                       | Randy Bryden, Cathy Trowell, Russ Bryden, Karen Inglis                  |
| 1997 | Northern Ontario                   | Chris Johnson, Barb McKinty, Drew Eloranta, Lisa Gauvreau               |
| 1998 | Nowa Szkocja                       | Steve Ogden, Mary Mattatall, Jeff Hopkins, Heather Hopkins              |
| 1999 | Nowa Szkocja                       | Paul Flemming, Colleen Jones, Tom Fetterly, Monica Moriarty             |
| 2000 | Alberta                            | Kevin Koe, Susan O’Connor, Greg Northcott, Lawnie Goodfellow            |
| 2001 | Quebec                             | Jean-Michel Ménard, Jessica Marchand, Marco Berthelot, Joëlle Sabourin  |
| 2002 | Nowa Szkocja                       | Mark Dacey, Heather Smith-Dacey, Rob Harris, Laine Peters               |
| 2003 | Nowa Szkocja                       | Paul Flemming, Kim Kelly, Tom Fetterly, Cathy Donald                    |
| 2004 | Alberta                            | Shannon Kleibrink, Richard Kleibrink, Judy Pendergast, Kevin Pendergast |
| 2005 | Nowa Fundlandia i Labrador         | Mark Nichols, Shelley Nichols, Brent Hamilton, Jennifer Guzzwell        |
| 2006 | Ontario                            | John Epping, Julie Reddick, Scott Foster, Leigh Armstrong               |
| 2007 | Nowy Brunszwik                     | Terry Odishaw, Becky Atkinson, Kevin Boyle, Jane Boyle                  |
| 2008 | Alberta                            | Dean Ross, Susan O’Connor, Tim Krassman, Susan Wright                   |
| 2009 | Manitoba                           | Sean Grassie, Alli Nimik, Ross Derksen, Kendra Green                    |
| 2010 | Nowa Szkocja                       | Mark Dacey, Heather Smith-Dacey, Andrew Gibson, Jill Mouzar             |
| 2011 | Wyspa Księcia Edwarda              | Robert Campbell, Rebecca Jean MacPhee, Robbie Doherty, Jackie Reid      |
| 2012 | Saskatchewan                       | Jason Ackerman, Chantelle Eberle, Dean Hicke, Colleen Ackerman          |
| 2013 | Ontario                            | Cory Heggestad, Heather Marshall, Greg Balsdon, Amy MacKay              |
| 2014 | Alberta                            | Darren Moulding, Heather Jensen, Brent Hamilton, Anna-Marie Moulding    |
| 2015 | Saskatchewan                       | Max Kirkpatrick, Jolene Campbell, Chris Haichert, Teejay Haichert       |
| 2016 | Alberta                            | Mick Lizmore, Sarah Wilkes, Brad Thiessen, Alison Kotylak               |
| 2017 | Northern Ontario                   | Trevor Bonot, Jackie McCormick, Kory Carr, Megan Carr                   |
| 2018 | Ontario                            | Mike Anderson, Danielle Inglis, Sean Harrison, Lauren Harrison          |